# Большое завещание
«Большое завещание» (фр. Le grand testament) или просто «Завещание» (фр. Testament) — поэма французского поэта Франсуа Вийона, написанная зимой 1461—1462 годов и впервые опубликованная в 1489 году. Считается одним из главных его произведений (наряду с «Малым завещанием»). Включает «Балладу о сеньорах былых времён», «Балладу о дамах былых времён», «Балладу на старофранцузском языке».
Вийон изображает себя в «Большом завещании» как человека, умирающего от неразделённой любви к проститутке и распоряжающегося о судьбе своего имущества (по большей части несуществующего). Исследователи видят в этой поэме пародию на куртуазную поэзию и смешение стилей.